# Guerra turco-veneciana (1499-1503)
La Guerra turco-veneciana de 1499-1503 o segunda guerra turco-veneciana se refiere a la serie de batallas navales entre el Imperio otomano y la República de Venecia por el control de las tierras en disputa en los mares Adriático, Egeo y Jónico.
La primera de esta guerra, la batalla de Zonchio, fue el primer combate naval en la historia en la que se usaron cañones en los barcos. Los turcos, bajo el mando del almirante Kemal Reis, salieron victoriosos en estos conflictos y obligaron a los venecianos a reconocer las victorias otomanas en 1503, después de que las incursiones de caballería turca llegaran al territorio veneciano en el norte de Italia.

## Desarrollo del conflicto

### 1499
En enero de 1499, Kemal Reis zarpó de Estambul con una fuerza de 10 galeras y 4 de otros tipos de buques, y en julio de 1499 se reunió con la enorme flota otomana, que le fueron enviadas por Davud Pasha haciéndose cargo de su comando con el fin de librar una guerra a gran escala contra la República de Venecia. La flota otomana se componía de 67 galeras, 20 galeotes y alrededor de 200 embarcaciones pequeñas. En agosto de 1499, Kemal Reis derrotó a la flota veneciana bajo el mando de Antonio Grimani en la batalla de Zonchio (también conocida como la batalla de Sapienza o la primera batalla de Lepanto). Fue la primera batalla naval en la historia con cañones utilizados en los barcos, y se llevó a cabo en cuatro días: el 12 de agosto, el 20, el 22 y el 25. Después de alcanzar el Mar Jónico con la gran flota otomana, Kemal Reis encontró a la flota veneciana de 47 galeras, 17 galeotes y alrededor de 100 pequeños barcos bajo el mando de Antonio Grimani cerca del cabo Zonchio, y obtuvo una importante victoria. Durante la batalla, Kemal Reis hundió la galera de Andrea Loredan, un miembro de la influyente familia Loredan de Venecia. Antonio Grimani fue atrapado el 29 de septiembre, pero fue liberado. Grimani más tarde se convirtió en el Dux de Venecia en 1521. El sultán otomano Beyazid II dotó a Kemal Reis de las 10 galeras venecianas capturadas, que estacionó su flota en la isla de Cefalonia, entre octubre y diciembre de 1499.

### 1500
En diciembre de 1499, los venecianos atacaron Lepanto con la esperanza de recobrar los territorios perdidos en el mar Jónico. Kemal Reis zarpó de Cefalonia y retomó Lepanto a los venecianos. Se quedó en Lepanto entre abril y mayo de 1500, cuando sus buques fueron reparados por un ejército otomano de 15.000 artesanos traídos de la zona. Desde allí, Kemal Reis zarpó y bombardeó los puertos de Venecia en la isla de Corfú, y en agosto de 1500 él, una vez más, derrotó a la flota veneciana en la batalla de Modona (también conocido como la segunda batalla de Lepanto). Kemal Reis bombardeó la fortaleza de Modona por mar y capturó la ciudad. Posteriormente se hicieron con la flota veneciana frente a las costas de Corona (Pilos) y capturaron la ciudad junto con un bergantín veneciano. Desde allí, Kemal Reis navegó hacia la isla de Sapientza, y hundió la galera veneciana Lezza. En septiembre de 1500, Kemal Reis asaltó Voiussa y en octubre se presentó en el Cabo de Santa María, de la isla de Léucade antes de poner fin a la campaña y regresar de nuevo a Estambul en noviembre. Con la batalla de Modona, la flota y el abrumador ejército turco se hicieron con la mayoría de las posesiones de Venecia en Grecia. Modona y Corona, los "dos ojos de la República", se perdieron. El dux Agostino Barbarigo pidió ayuda al Papa y a los Reyes Católicos, y el 24 de diciembre un ejército hispano-veneciano comandado por Gonzalo de Córdoba tomó Cefalonia (que desde entonces la Serenísima mantendría hasta 1797), deteniendo así temporalmente la ofensiva otomana en el este de los territorios venecianos.

### 1501–1503
Las incursiones otomanas en Dalmacia se intensificaron hasta el punto en que Venecia se vio obligada a firmar un tratado con Vladislao II de Hungría y el papa Alejandro VI por el cual prometieron 140.000 ducados al año para que el Reino de Hungría defendiera activamente sus territorios del sur de Croacia, lo que ayudó a la defensa de la Dalmacia veneciana, firmada tras largas negociaciones el 13 de mayo de 1501. En 1501 Feriz Beg capturó Durazzo en la Albania veneciana.
A finales de 1502, Venecia y el Imperio Otomano acordaron un armisticio. El 31 de enero de 1503, Venecia firmó otro tratado con Vladislao II, habiendo pagado ya 124.000 ducados a través del tratado anterior, para pagar 30.000 ducados al año con el mismo propósito.
En 1503, las incursiones de la caballería turca alcanzaron el territorio veneciano en el norte de Italia, y Venecia se vio obligada a reconocer las conquistas otomanas, poniendo fin a la guerra.
La economía de las ciudades venecianas de Dalmacia se vio gravemente afectada por la ocupación turca del interior durante esta guerra.

## Consecuencias
En septiembre de 1510, Vladislao había recibido un total de 116.000 ducados según los términos del segundo tratado con Venecia. Después de 1508, también había estado bajo presión de la Liga de Cambrai para unirse a ellos contra Venecia, pero la hábil diplomacia veneciana lo impidió.